# The Day of the Dog (film 1914)
The Day of the Dog è un cortometraggio muto del 1914. Del film, una comica prodotta dalla Selig su soggetto di Wallace Clifton, non si conoscono altri dati certi, né il nome del regista.

## Produzione
Il film fu prodotto dalla Selig Polyscope Company.

## Distribuzione
Distribuito dalla General Film Company, il film - un cortometraggio di 150 metri - uscì nelle sale cinematografiche statunitensi il 14 agosto 1914. Nelle proiezioni, veniva programmato con il sistema dello split reel, accorpato in un'unica bobina con un altro cortometraggio prodotto dalla Selig, la commedia Meller Drammer.